# Triphora lilacina
Triphora lilacina är en snäckart som först beskrevs av Dall 1889.  Triphora lilacina ingår i släktet Triphora och familjen Triphoridae. Inga underarter finns listade i Catalogue of Life.